# Обуджи
Обуджи (на грузински: ობუჯი) е село в западна Грузия, част от Цаленджихска община на област Мегрелия-Горна Сванетия. Населението му е 706 души (2014).
Разположено е на 257 метра надморска височина в северния край на Колхидската низина, на 15 километра североизточно от Зугдиди и на 64 километра северозападно от Кутаиси. Край селото има останки от манастир от XIII-XIV век.

## Известни личности
Родени в Обуджи
- Лео Киачели (1884 – 1963), писател